# Christian Wilhelm Berghoeffer
Christian Wilhelm Berghoeffer (* 28. Dezember 1859 in Rauschenberg/Kr. Kirchhain; † 28. März 1938 in Frankfurt a. M.) war ein deutscher Bibliothekar.

## Leben
Berghoeffer war der Sohn des Steuerinspekteurs Wilhelm Berghoeffer und dessen Frau Elisabeth, geb. Kratz. Er besuchte das Goethegymnasium in Hannover und studierte anschließend Archäologie sowie klassische und deutsche Philologie in Göttingen, Berlin und Bonn. 1888 wurde er in Göttingen promoviert. An der Staatsbibliothek Kassel absolvierte er dann das Volontariat, bevor er Bibliothekar an der Carl von Rothschildschen Bibliothek wurde. Hier stieg er bis 1904 bis zum Direktor auf. Die Bibliothek war von der Erbin Carl von Rothschilds der Öffentlichkeit zur Verfügung gestellt worden. Sie umfasste Neuere Sprachen und Musik und war wie eine Public Library aufgebaut. Damit entsprach sie einer Volksbibliothek. Berghoeffer baute sie zu einer wissenschaftlichen Spezialbibliothek aus. Daneben rief er einen Auswahlsammelkatalog deutscher Bibliotheken ins Leben.
1928 trat Berghoeffer von der Leitung der Bibliothek zurück, blieb aber noch zwei Jahre mit der Leitung des Sammelkatalogs beauftragt.

## Schriften (Auswahl)
- Martin Opitz’ Buch von der deutschen Poeterei. Knauer, Frankfurt a. M. 1888.
- Die Einrichtung und Verwaltung der Freiherrlich Carl von Rothschild’schen öffentlichen Bibliothek 1887–1890. Baer, Frankfurt a. M. 1890.
- Hrsg.: Freiherrlich Carl von Rothschild’sche öffentliche Bibliothek: Verzeichnis der Bücher, 3 Bde. Knauer, Frankfurt a. M. 1892–1905.
- Hrsg.: Verzeichnis der laufenden periodischen Schriften: Frh. Carl von Rothschild’sche Öffentliche Bibliothek. L. Doell, Frankfurt a. M. 1899.
- Bericht für die Jahre 1891–1900. Freiherrlich Carl von Rothschild’sche öffentliche Bibliothek. Baer, Frankfurt a. M. 1901.
- Bearb.: Katalog der Bibliothek Jul. H. Jeidels zu Frankfurt a. M. Frankfurt a. M. / Kassel 1903.
- Bericht für die Jahre 1901–1905. Freiherrlich Carl von Rothschild’sche öffentliche Bibliothek. Baer, Frankfurt a. M. 1905.
- Führer durch die Freiherrlich Carl von Rothschild’sche öffentliche Bibliothek: mit 1 Grundriß. Knauer, Frankfurt a. M. 1908.
- Hrsg.: Die Freiherrlich Carl v. Rothschild’sche Öffentliche Bibliothek: ein Grundriß ihrer Organisation; nebst einem Verzeichnis ihrer Zeitschriften und einem Frankfurter Bibliothekenführer. Baer, Frankfurt a. M. 1913.
- Der Sammelkatalog wissenschaftlicher Bibliotheken des deutschen Sprachgebiets bei der Freiherrlich Carl von Rothschild’schen Öffentlichen Bibliothek. Baer, Frankfurt a. M. 1919.
- Die wissenschaftliche Arbeit des Bibliothekars. In: Festgabe für Friedrich Clemens Ebrard: zur Vollendung seines 70. Lebensjahres am 26.6.1920. Frankfurt a. M. 1920, S. 97–103.
- Meyer Amschel Rothschild, der Gründer des Rothschildschen Bankhauses. Englert & Schlosser, Frankfurt a. M. 1922 (Frankfurter Lebensbilder; 4) (Digitalisat).
- Der Frankfurter Sammelkatalog. In: Zentralblatt für Bibliothekswesen, Jg. 42 (1925), S. 442–455 (Digitalisat).